# القائمة السوداء لمجموعة العمل المالي الدولية
القائمة السوداء لمجموعة العمل المالي الدولية (بالإنجليزية FATF blacklist، والمعروفة رسميًا باسم "نداء للعمل")، هي قائمة سوداء تحتفظ بها مجموعة العمل المالي.
أصدرت المجموعة هذه القائمة منذ عام 2000، وتدرج فيها الدول التي تعتبرها غير متعاونة في الجهود العالمية لمكافحة غسل الأموال وتمويل الإرهاب، مصنفة إياها كـ "دول أو ولايات قضائية غير متعاونة". وتقوم المجموعة بتحديث القائمة السوداء بشكل منتظم، بإضافة أو حذف الدول.
تصف المجموعة "المناطق عالية المخاطر الخاضعة لنداء العمل" بأنها تمتلك "نقائص استراتيجية كبيرة في أنظمتها لمكافحة غسل الأموال وتمويل الإرهاب وتمويل انتشار الأسلحة النووية". أما بالنسبة لجميع الدول المصنفة كعالية المخاطر، فتناشد المجموعة جميع أعضائها وتحث جميع الولايات القضائية على تطبيق عناية مهنية معززة. وفي الحالات الأكثر خطورة، تتم دعوة الدول لتطبيق تدابير مضادة لحماية النظام المالي الدولي من المخاطر المستمرة من غسل الأموال وتمويل الإرهاب وتمويل انتشار السلاح النووي.

## الدول المدرجة في القائمة السوداء
اعتبارًا من نوفمبر 2022، كانت ثلاث دول فقط على القائمة السوداء للمجموعة المالية وهي:
1. إيران
2. كوريا الشمالية
3. ميانمار[6]

تم وصف مجموعة العمل المالي الدولية بأنها فعالة في تغيير القوانين واللوائح لمكافحة التدفقات المالية غير المشروعة. فهي تحفز على اعتماد لوائح أكثر صرامة من خلال قائمتها العامة للدول غير الممتثلة، مما يدفع المؤسسات المالية إلى تحويل الموارد والخدمات بعيدًا عن الدول المدرجة في القائمة. وهذا بدوره يحفز الجهات الاقتصادية والسياسية المحلية في الدول المدرجة على الضغط لدفع حكوماتها لتقديم لوائح متوافقة مع متطلبات المجموعة.
فبالنسبة إلى جمهورية إيران الإسلامية، على سبيل المثال، أصدرت مجموعة العمل المالي (FATF) في أكتوبر 2019، بيانًا جاء فيه أنه إذا لم تنفذ إيران بنود اتفاقية الأمم المتحدة لمكافحة الجريمة المنظمة ومكافحة الإرهاب حتى فبراير 2020، فستطلب المجموعة من أعضائها اتخاذ إجراءات ضد إيران (إدراجها في القائمة السوداء).
في هذا البيان، طرحت مجموعة العمل المالي سبعة مطالب على جمهورية إيران الإسلامية على النحو التالي:
1. إلغاء الاستثناء الخاص بمنظمات التحرر من الاحتلال الأجنبي والاستعمار والعنصرية من تعريفات المنظمات الإرهابية في القوانين الإيرانية.
2. التعرف على الأصول المالية للجماعات الإرهابية وتجميدها وفقًا لقرارات مجلس الأمن التابع للأمم المتحدة.
3. إنشاء نظام فعال وقابل للتنفيذ لمراجعة العاملين في النظام المالي.
4. توضيح آليات الإبلاغ عن المعاملات المشبوهة المتعلقة بتمويل الجماعات الإرهابية عند طلب هذه التقارير.
5. تحديد آلية التعرف على القائمين بالمعاملات غير المشروعة والحد منها.
6. تبني وتنفيذ اتفاقية بالرمو ومكافحة الإرهاب، وتوضيح قدرة إيران على التعاون القانوني.
7. التأكد من أن المؤسسات المالية تتأكد من معلومات مرسلي ومستقبلي المعاملات.

في الوقت نفسه، فإن الإدراج في القائمة السوداء مشروط بتنفيذ اتفاقية بالرمو ومكافحة الإرهاب وليس بالضرورة تنفيذ البنود المذكورة أعلاه.
في 22 فبراير 2020، تمت إضافة إيران إلى القائمة السوداء لمجموعة العمل المالي الدولية. ووفقًا للبيان الصادر في نهاية اجتماعها الدوري، طلبت من جميع الدول اتخاذ تدابير مضادة في المعاملات المالية مع إيران والتأكد من عدم انتشار مخاطر غسل الأموال وتمويل الإرهاب من النظام المصرفي الإيراني.
تبقي مجموعة العمل المالي (FATF) جمهورية إيران الإسلامية في قائمتها السوداء بسبب عدم التزامها بلوائح هذه المؤسسة. في يوم السبت 24 أكتوبر 2020، أكد ماركوس بيلر، رئيس مجموعة العمل المالي، على هذا الأمر، وطالب حكومات العالم باتخاذ تدابير فعالة ضد دول مثل إيران وكوريا الشمالية.